# Barrinha
Barrinha est une municipalité brésilienne de l'État de São Paulo et la Microrégion de Ribeirão Preto.

## Démographie
| Évolution de la population (municipalité) | Évolution de la population (municipalité) | Évolution de la population (municipalité) | Évolution de la population (municipalité) |
| Année                                     | Population                                |                                           | %±                                        |
| ----------------------------------------- | ----------------------------------------- | ----------------------------------------- | ----------------------------------------- |
| 1960                                      | 6 636                                     |                                           | —                                         |
| 1970                                      | 8 430                                     |                                           | 27,0%                                     |
| 1980                                      | 12 564                                    |                                           | 49,0%                                     |
| 1991                                      | 18 853                                    |                                           | 50,1%                                     |
| 2000                                      | 24 207                                    |                                           | 28,4%                                     |
| 2010                                      | 28 496                                    |                                           | 17,7%                                     |
| 2022                                      | 32 092                                    |                                           | 12,6%                                     |
| ,                                         |                                           |                                           |                                           |